# Saki Ueno
Saki Ueno (jap. 上野 紗稀, Ueno Saki; * 20. November 1994 in Matsudo) ist eine japanische Fußballspielerin.

## Karriere

### Verein
Ueno spielte in der Jugend für die Urawa Reds. Sie begann ihre Karriere bei JEF United Chiba.

### Nationalmannschaft
Ueno absolvierte ihr erstes Länderspiel für die japanischen Nationalmannschaft am 26. September 2013 gegen Nigeria.